# Фріц Шепан
Фріц Шепан (нім. Fritz Szepan, нар. 2 вересня 1907, Гельзенкірхен, Німеччина — пом. 14 грудня 1974, Гельзенкірхен) — німецький футболіст, півзахисник або напівсередній нападник. По завершенні ігрової кар'єри — тренер.
Учасник двох чемпіонатів світу. За версією IFFHS займає 100-е місце серед найкращих футболістів Європи XX століття.

## Біографія
Його батьки переїхали до Гельзенкірхена з Східної Пруссії. З 1916 року почав займатися у клубі «Вестфалія 04 Шальке», котрий декілька разів зміняв назву і реорганізовувався. В сезоні 1923/24 був запрошений до основного складу «Шальке 04». У першому матчі замінив майбутнього свояка Ернста Куцорру. Гельзенкірхенський клуб поступово почав набирати оберти і на початку 30-х років став одноосібним лідером німецького футболу.
Той час вважається золотою ерою в історії «Шальке 04». Шепан був одним з найяскравіших представників тїєї команди, що грала в короткий пас, з швидким переміщенням гравців та м'яча, зі зміною позицій і постійними забіганнями футболістів у вільний простір. За свій стиль гри «Шальке 04» прозвали «Дзигою» (нім. «Schalker Kreisel»). Його гра була елегантною і технічно бездоганною. Деякі критики зазначають, що він був занадто повільним для гри на високому рівні. Але цей недолік він компенсував своїм інтелектом, вмінням читати гру, технікою і видатною позиційної грою.
У 1933 році команду очолив Ганс Шмідт, який перевів Шепана на позицію центрального півзахисника. 1934 року забив гол у фіналі першості Німеччини і його команда вперше в своїй історії здобула чемпіонський титул. Брав участь у дев'яти фіналах національних чемпіонатів і п'яти розіграшів кубка Німеччини. Сім з них завершилися перемогами гельзенкірхенського клубу.
В національній збірній дебютував 20 жовтня 1929 року. Гра у Гамбурзі проти команди Фінляндії завершилася перемогою з великим рахунком, а Фріц Шепан забив один з чотирьох м'ячів у ворота суперників. Разом з іншою легендою гельзенкірхенців, Ернстом Куцоррою, провів у збірній один матч — 27 вересня 1931 року. В Ганновері перемогли команду Данії з рахунком 4:2 (голи забивали: Гофманн (3), Куцорра — Нільссон, Йоргенсен).
З 1934 року став основним гравцем команди Отто Нерца. Перед другим чемпіонатом світу колектив обрав його своїм капітаном. На самому турнірі провів всі ігри і здобув бронзову нагороду світової першості.
1931 року одружився з Еліс Куцоррою, сестрою свого товариша і одноклубника. 1 травня 1937 року став членом Націонал-соціалістичної партії. До нього прихильно ставився Адольф Гітлер, який буцімто передав Шепану підприємство, колишніми власниками якого були євреї.
До наступного мундіаля був безаперечним гравцем основи, але в цей час відбувся аншлюс з Австрією і вище керівництво Німеччини наказало надати віденським футболістам половину вакансій. У першому матчі французького чемпіонату проти швейцарців на поле вийшов Ганс Мок з «Аустрії». Гра завершилася внічию і за регламентом був призначений додатковий матч. Зепп Гербергер порушив наказ і випустив більш звичний склад, у якому був і Фріц Шепан. Але того дня фортуна була на боці суперників, німці зазнали поразки і поїхали додому.
Наступного року завершив виступи в головній команді країни. У 30 іграх був капітаном команди. Всього провів 34 матчі, забив 8 голів. Лише 1998 року Олаф Тон перевершив це досягнення.
Останній матч за «Шальке 04» провів 12 листопада 1950 року проти бразильського «Атлетіко Мінейро». Всього провів за клуб 342 офіційні матчі і забив 234 голи.
Тренерський досвід на клубному рівні обмежився роботою у рідному «Шальке 04» і «Рот-Вайсі». Під його керівництром команда з Ессена стала чемпіоном Німеччини 1955 року. Працював дитячим тренером. В 60-х роках двічі займав посаду президента гельзенкірхенського клубу (1964—1965, 1966—1967).
Фріц Шепан і Ернст Куцорра вважаються найкращими футболістами «Шальке 04» першої половини 20-го століття.

## Досягнення

### Як гравця
- Чемпіон Німеччини (6):

«Шальке 04»: 1934, 1935, 1937, 1939, 1940, 1942
- Володар Кубка Німеччини (1):

«Шальке 04»: 1937
- Бронзовий призер чемпіонату світу: 1934

### Як тренера
- Чемпіон Німеччини (1):

«Рот-Вайс» (Ессен): 1955

## Статистика
Загальний огляд ігрової кар'єри:
|                     | Ігри | Голи |
| ------------------- | ---- | ---- |
| Збірна Німеччини    | 34   | 8    |
| Чемпіонат Німеччини | 87   | 54   |
| Регіональна ліга    |      | 113  |
| Кубок Німеччини     | 35   | 19   |
| Всього              |      | 194  |

Участь у фіналах національних турнірів:
| Сезон | Турнір    | Переможець    | Рахунок | Фіналіст       | Автори голів                                                |
| ----- | --------- | ------------- | ------- | -------------- | ----------------------------------------------------------- |
| 1933  | чемпіонат | «Фортуна»     | 3:0     | «Шальке 04»    | Зволановскі, Мель, Гохгесанг                                |
| 1934  | чемпіонат | «Шальке 04»   | 2:1     | «Нюрнберг»     | Шепан, Куцорра — Фрідель                                    |
| 1935  | чемпіонат | «Шальке 04»   | 6:4     | «Штутгарт»     | Урбан, Пертген (3), Геллеш, Кальвіцкі — Бекле (2), Кох, Руц |
| 1935  | кубок     | «Нюрнберг»    | 2:0     | «Шальке 04»    | Айбергер, Фрідель                                           |
| 1936  | кубок     | «Лейпциг»     | 2:1     | «Шальке 04»    | Май, Габріель — Кальвіцкі                                   |
| 1937  | чемпіонат | «Шальке 04»   | 2:0     | «Нюрнберг»     | Кальвіцкі, Пертген                                          |
| 1937  | кубок     | «Шальке 04»   | 2:1     | «Фортуна»      | Кальвіцкі, Шепан — Янес                                     |
| 1938  | чемпіонат | «Ганновер 96» | 3:3     | «Шальке 04»    | Р. Менг, Геллеш (а/г), Е. Менг — Пертген (2), Кальвіцкі     |
| 1938  | чемпіонат | «Ганновер 96» | 4:3     | «Шальке 04»    | Р. Менг (2), Якобс, Е. Менг — Куцорра (2), Шепан            |
| 1939  | чемпіонат | «Шальке 04»   | 9:0     | «Адміра»       | Кальвіцкі (5), Урбан, Тібульскі, Куцорра, Шепан             |
| 1940  | чемпіонат | «Шальке 04»   | 1:0     | «Дрезднер»     | Кальвіцкі                                                   |
| 1941  | чемпіонат | «Рапід»       | 4:3     | «Шальке 04»    | Шорс, Біндер (3) — Гінц (2), Еппенгофф                      |
| 1941  | кубок     | «Дрезднер»    | 2:1     | «Шальке 04»    | Куглер, Карстенс — Куцорра                                  |
| 1942  | чемпіонат | «Шальке 04»   | 2:0     | «Ферст Вієнна» | Кальвіцкі, Шепан                                            |
| 1942  | кубок     | «Мюнхен 1860» | 2:0     | «Шальке 04»    | Вілімовський, Шмідгубер                                     |

Статистика виступів на чемпіонатах світу:
| № | Турнір  | Команда   | Рахунок | Суперник       | Автори голів                                            |
| - | ------- | --------- | ------- | -------------- | ------------------------------------------------------- |
| 1 | ЧС-1934 | Німеччина | 5:2     | Бельгія        | Коберський, Зіффлінг, Конен (3) — Ворхоф (2)            |
| 2 | ЧС-1934 | Німеччина | 2:1     | Швеція         | Гоманн (2) — Дункер                                     |
| 3 | ЧС-1934 | Німеччина | 1:3     | Чехословаччина | Ноак — Неєдлий (3)                                      |
| 4 | ЧС-1934 | Німеччина | 3:2     | Німеччина      | Ленер (2), Конен — Хорват, Сеста                        |
| 5 | ЧС-1938 | Німеччина | 2:4     | Швейцарія      | Ганеманн, Гіншар (а/г) — Валашек, Біккель, Абегглен (2) |

Статистика виступів у національній збірній:
| Рік    | Ігри | Голи |
| ------ | ---- | ---- |
| 1929   | 1    | 1    |
| 1930   | 1    | 0    |
| 1931   | 1    | 0    |
| 1934   | 7    | 1    |
| 1935   | 3    | 0    |
| 1936   | 6    | 1    |
| 1937   | 8    | 2    |
| 1938   | 4    | 1    |
| 1939   | 3    | 2    |
| Всього | 34   | 8    |